# Eromanga Sensei
Eromanga Sensei (エロマンガ先生?) es una serie de novelas ligeras escritas por Tsukasa Fushimi e ilustradas por Hiro Kanzaki. ASCII Media Works ha publicado trece volúmenes bajo su imprenta Dengeki Bunko desde diciembre de 2013 hasta agosto de 2022.
Una adaptación a manga ilustrada por Rin ha sido serializado en Dengeki Daioh desde mayo de 2014 hasta mayo de 2021. Una adaptación a anime producida por A-1 Pictures se emitió desde el 8 de abril hasta el 24 de junio de 2017.
El 16 de enero de 2019 se estrenó una serie de OVAS compuesta por 2 episodios.

## Sinopsis
Masamune Izumi es un estudiante que ama escribir novelas ligeras. Pese a no tener ninguna habilidad artística, Masamune siempre ha conseguido vender sus novelas ilustradas gracias a su socio anónimo "Eromanga Sensei", que es conocido por dibujar dudosas imágenes pervertidas a pesar de ser extremadamente confiable. Además de equilibrar su pasión y la escuela, Masamune está a cargo de cuidar al único miembro de la familia, su hermana menor Sagiri Izumi. Una hikikomori por naturaleza, Sagiri se encerró en su habitación durante más de un año y constantemente le da órdenes a Masamune a pesar de sus intentos de conseguir que ella salga de su habitación. Sin embargo, cuando Masamune descubre inadvertidamente que su compañero anónimo había sido Sagiri desde el principio, su relación de hermanos rápidamente salta a nuevos niveles de emoción, especialmente cuando un autor de manga shōjo de gran éxito entra a la pelea.

## Personajes
Masamune Izumi (和泉正宗 Izumi Masamune?)
Seiyū: Yoshitsugu Matsuoka
El protagonista de la serie, es un estudiante de primer año. Cuando estaba en la escuela secundaria, ganó un premio por escribir una serie de novelas ligeras. Más tarde, escribe una serie conocida como Silverwolf of Reincarnation y contrata a un ilustrador anónimo llamado "Eromanga Sensei", pero descubre que Eromanga Sensei es su propia hermana Sagiri Izumi.
Sagiri Izumi (和泉紗霧 Izumi Sagiri?)
Seiyū: Akane Fujita
La protagonista de la serie y el titular Eromanga Sensei, ella es una niña de 12 años de edad, estudiante de primer año de secundaria. Ella es una hikikomori que nunca abandona su habitación, ni siquiera para comer, sino que confía en su hermano para traer comida a su habitación. Más tarde comienza a invitar a su hermano a su habitación y se abre más al mundo, incluso aventurarse fuera de los límites de su habitación. A pesar de parecer muy inocente, ella es extremadamente pervertida.
Megumi Jinno (神野めぐみ Jinno Megumi?)
Seiyū: Ibuki Kido
Megumi es una compañera de clase de Sagiri, y una antigua modelo aficionado. Quiere ser amiga de Sagiri, pero también un poco pervertida.
Elf Yamada (山田エルフ Yamada Erufu?)
SeiyūMinami Takahashi
Ella es una popular autora de novelas ligeras de 14 años que ha vendido más de 2 millones de copias. Ella vive al lado de Masamune. Ella acostumbra vestirse con un estilo Lolita. Su verdadero nombre es Emily Granger . Ella también tiene sentimientos por Masamune. Al principio Sagiri la molesta al pronunciar erróneamente su apellido.
Tomoe Takasago (高砂智恵 Takasago Tomoe?)
Seiyū: Yui Ishikawa
Tomoe es una amiga, y compañera del instituto, de Masamune que trabaja medio tiempo en una librería local.
Muramasa Senju (千寿ムラマサ Senju Muramasa?)
Seiyū: Saori Ōnishi
Es una popular autora de novelas ligeras que sueña con escribir la mejor novela del mundo y está enamorada de Izumi-Masamune. Posteriormente se revela que se convirtió en autora debido a que Masamune cambió de género y no continuo con Silverwolf of Reincarnation.
Ayame Kagurazaka (神楽坂あやめ Kagurazaka Ayame?)
Seiyū: Mikako Komatsu
Es la editora de Masamune, Muramasa y Kunumitsu.Ella estaba enterada desde el inicio que Eromanga-sensei es Sagiri.
Chris Yamada (山田クリス Yamada Kurisu?)
Seiyū: Seiichirō Yamashita
Es el hermano mayor de Elf, así como también su editor.
Kunimitsu Shidō (獅童国光 Shidō Kunimitsu?)
Seiyū: Nobunaga Shimazaki
Es el kohai de Masamune y es estudiante universitario, a menudo cuando bebe licor pierde el control. Cree que Masamune es homosexual por su comportamiento hacia Eromanga-sensei (el cree que es hombre).En las novelas ligeras se revela que está enamorado de Ayame Kugarazaka.

## Media

### Novela ligera
La novela ligera es escrita por Tsukasa Fushimi e ilustrada por Hiro Kanzaki. La serie es publicada por la imprenta Dengeki Bunko de ASCII Media Works, y el primer volumen fue publicado el 10 de diciembre de 2013. Se han publicado 14 volúmenes en total.

#### Lista de volúmenes
| Núm. | Título | Fecha de publicación     | ISBN                   |
| ---- | --- | ------------------------ | ---------------------- |
| 1    | Mi hermana menor y el cuarto cerrado エロマンガ先生 妹と開かずの間                                                       | 10 de diciembre de 2013  | ISBN 978-4-04-866081-5 |
| 2    | Eromanga-sensei (2) Mi hermana menor y la novela más interesante del mundo エロマンガ先生(2) 妹と世界で一番面白い小説    | 10 de mayo de 2014       | ISBN 978-4-04-866531-5 |
| 3    | Eromanga-sensei (3) Mi hermana menor y la isla de las hadas エロマンガ先生(3) 妹と妖精の島                               | 10 de octubre de 2014    | ISBN 978-4-04-866937-5 |
| 4    | Eromanga-sensei (4) Eromanga-sensei VS Eromanga-sensei G エロマンガ先生(4) エロマンガ先生VSエロマンガ先生G               | 10 de marzo de 2015      | ISBN 978-4-04-869334-9 |
| 5    | Eromanga-sensei (5) Primera vez en la escuela de Izumi Sagiri エロマンガ先生(5) 和泉紗霧の初登校                         | 10 de septiembre de 2015 | ISBN 978-4-04-865381-7 |
| 6    | Eromanga-sensei (6) Diez razones para casarse con Yamada Elf-chan エロマンガ先生(6) 山田エルフちゃんと結婚すべき十の理由 | 10 de marzo de 2016      | ISBN 978-4-04-865808-9 |
| 7    | Eromanga-sensei (7) Comenzando a vivir juntos por el anime エロマンガ先生(7) アニメで始まる同棲生活                      | 10 de agosto de 2016     | ISBN 978-4-04-892249-4 |
| 8    | Eromanga-sensei (8) El día libre de Izumi Masamune エロマンガ先生(8) 和泉マサムネの休日                                  | 10 de enero de 2017      | ISBN 978-4-04-892597-6 |
| 9    | Eromanga-sensei (9) Vida de Recién Casada de Sagiri エロマンガ先生(9)狭霧のじんこんせいかつ                              | 9 de junio de 2017       | ISBN 978-4-04-892597-6 |
| 10   | Eromanga-sensei (10) Senjyu Muramasa y el Festival Cultural del Amor エロマンガ先生(10)千寿ムラマサと恋の文化祭          | 10 de julio de 2018      | ISBN 978-4-04-893914-0 |
| 11   | Eromanga-sensei (11) Pijamada de las hermanas エロマンガ先生(11)妹たちのパジャマパーティ                                 | 10 de enero de 2019      | ISBN 978-4-04-912198-8 |
| 12   | Eromanga-sensei (12) Victoria reversa de Elf Yamada Elf エロマンガ先生(12)山田エルフちゃん逆転勝利の巻                   | 9 de noviembre de 2019   | ISBN 978-4-04-912892-5 |
| 13   | Eromanga-sensei (13) Eromanga Festival エロマンガ先生(13)エロマンガフェスティバル                                        | 10 de agosto de 2022     | ISBN 978-4-04-914493-2 |

### Manga
Una adaptación a manga ilustrada por Rin se serializó en la revista Dengeki Daioh de ASCII Media Works hasta 27 de mayo de 2014 hasta 27 de mayo de 2021. El manga ha sido compilado en 12 volúmenes tankōbon.

#### Volúmenes
| Núm. | Fecha de publicación     | ISBN                   |
| ---- | ------------------------ | ---------------------- |
| 1    | 10 de noviembre de 2014  | ISBN 978-4-04-866922-1 |
| 2    | 9 de mayo de 2015        | ISBN 978-4-04-865087-8 |
| 3    | 9 de enero de 2016       | ISBN 978-4-04-865518-7 |
| 4    | 10 de agosto de 2016     | ISBN 978-4-04-892172-5 |
| 5    | 10 de marzo de 2017      | ISBN 978-4-04-892718-5 |
| 6    | 7 de octubre de 2017     | ISBN 978-4-04-893431-2 |
| 7    | 9 de junio de 2018       | ISBN 978-4-04-893849-5 |
| 8    | 9 de febrero de 2019     | ISBN 978-4-04-912351-7 |
| 9    | 9 de noviembre de 2019   | ISBN 978-4-04-912837-6 |
| 10   | 10 de junio de 2020      | ISBN 978-4-04-913234-2 |
| 11   | 10 de febrero de 2021    | ISBN 978-4-04-913660-9 |
| 12   | 10 de septiembre de 2021 | ISBN 978-4-04-913990-7 |

### Anime
Una adaptación a anime dirigida por Ryōhei Takeshita, escrita por Tatsuya Takahashi, y producida por Shinichiro Kashiwada y Aniplex, mostrando animación del estudio A-1 Pictures.
El anime se emitió en Japón desde el 8 de abril hasta el 24 de junio de 2017. El opening se titulada "Hitorigoto" (ヒトリゴト, lit. "Soliloquio") interpretado por ClariS, y el ending es "Adrenaline!!!" interpretado por TrySail.
Crunchyroll adquirió los derechos del anime para su transmisión fuera de Japón.

#### Lista de episodios
| Núm. | Título | Fecha de emisión    |
| ---- | --- | ------------------- |
| 1    | "Mi hermana menor y el cuarto sellado" "Imōto to Akazu no Ma" (妹と開かずの間)                                                          | 8 de abril de 2017  |
| 2    | "La presidenta que disfruta de la vida y un hada inapropiada" "Riajū Iinchō to Futeki na Yōsei" (リア充委員長と不敵な妖精)              | 15 de abril de 2017 |
| 3    | "La mansión nudista y el señor de la depravación" "Zenra no Yakata to Daraku no Aruji" (全裸の館と堕落の主)                             | 22 de abril de 2017 |
| 4    | "Eromanga Sensei" "Eromanga Sensei" (エロマンガ先生)                                                                                    | 29 de abril de 2017 |
| 5    | "Crearé un proyecto de novela ligera con mi hermana" "Imōto to Ranobe Kikaku o Tsukurō" (妹とラノベ企画を創ろう)                        | 6 de mayo de 2017   |
| 6    | "Masamune Izumi y el rival de las diez millones de copias" "Izumi Masamune to Issen-man-bu no Shukuteki" (和泉マサムネと一千万部の宿敵) | 13 de mayo de 2017  |
| 7    | "Mi hermana y la novela más divertida del mundo" "Imōto to Sekai de Ichibon Omoshiro i Shōsetsu" (妹と 世界で一番面白い小説)            | 20 de mayo de 2017  |
| 8    | "Los sueños de Sagiri y los fuegos artificiales de verano" "Yumemiru Sagiri to Natsu Hanabi" (夢見る紗霧と夏花火)                       | 27 de mayo de 2017  |
| 9    | "La hermana pequeña y la isla hada" "Imouto to Yousei no Shima" (妹と妖精の島)                                                          | 3 de junio de 2017  |
| 10   | "Masamune Izumi y la joven senpai" "Izumi Masamune Fuhai to Toshishita no Senpai" (和泉マサムネ不と年下の先輩)                          | 10 de junio de 2017 |
| 11   | "Como se conocieron los dos hermanos y futuros hermanos" "Futari no Deai to Mirai no Kyōdai" (二人の出会いと未来の兄妹)                 | 17 de junio de 2017 |
| 12   | "Festival de Eromanga" "Eromanga Fesutibaru" (エロマンガフェスティバル)                                                                 | 24 de junio de 2017 |

#### OVAS
| Núm. | Título                                                                                    | Lanzamiento         |
| ---- | ----------------------------------------------------------------------------------------- | ------------------- |
| 1    | "La canción de amor de Elf Yamada" "Yamada Erufu no Rabu Songu" (山田エルフのラブソング)  | 16 de enero de 2019 |
| 2    | "El primer beso de Sagiri Izumi" "Izumi Sagiri no Fāsuto Kisu" (和泉紗霧のファーストキス) | 16 de enero de 2019 |